# Caledoniscincus cryptos
Caledoniscincus cryptos är en ödleart som beskrevs av  Ross A. Sadlier BAUER och COLGAN 1999. Caledoniscincus cryptos ingår i släktet Caledoniscincus och familjen skinkar. IUCN kategoriserar arten globalt som otillräckligt studerad. Inga underarter finns listade.